# Friedrich Christian Delius
Friedrich Christian Delius, anche noto come F.C. Delius (Roma, 13 febbraio 1943 – Berlino, 30 maggio 2022), è stato uno scrittore e poeta tedesco.

## Biografia
Figlio di un pastore evangelico, nacque a Roma e trascorse la giovinezza in Assia. Si laureò in letteratura all'Università libera di Berlino.
Divenne celebre per una serie di opere di forte impegno sociopolitico, come la poesia Abschied von Willy ("Addio a Willy"), inno alla disillusione verso le scelte politiche della SPD e dell'allora leader Willy Brandt, o Unsere Siemens-Welt ("Il nostro mondo Siemens"), in cui attaccava frontalmente la multinazionale Siemens AG sia pure in forma di una ironico e parodistico panegirico.
Fu autore di diversi romanzi che trattano il tema del terrorismo.
In carriera fu insignito di diversi premi, tra cui il Premio Georg Büchner nel 2011.